# Rote grütze
La rote Grütze, rode Grütt o rødgrød (traducibile in "porridge rosso" in tedesco e danese) è un dolce gelatinoso a base di frutta e fecola di patate diffuso nella Germania settentrionale e in Danimarca e spesso consumato in estate.

## Storia
Originariamente, la rote Grütze veniva preparata utilizzando farina di semola o crusca come confermano i termini grütze/grød, che indicano entrambi un alimento a base di farina d'avena. A partire dai primi anni del Novecento, la parola rødgrød med fløde ("porridge rosso con crema") viene considerata uno shibboleth dai madrelingua danesi.

## Preparazione
Per preparare la rote grütze vengono normalmente usati frutti di bosco rossi come i ribes e le fragole, amarene snocciolate, zucchero e fecola di patate (in alcune ricette di famiglia quest'ultimo ingrediente viene sostituito con il semolino o il sago). Dopo essere cotti nello zucchero per un breve periodo, i frutti vengono lasciati raffreddare e versato l'amido mescolato in acqua nel composto. Per rendere gelatinoso l'alimento, la rote grütze viene infine cotta per uno o due minuti. , quindi  servita calda o fredda e accompagnata da altri prodotti dolci fra cui latte, latte mescolato con zucchero vanigliato, crema alla vaniglia, panna montata, gelato alla vaniglia o crema pasticcera che contribuiscono a bilanciare il gusto rinfrescante e acido della frutta. Il dolce può anche essere cosparso di mandorle a scaglie.

## Alimenti simili e varianti

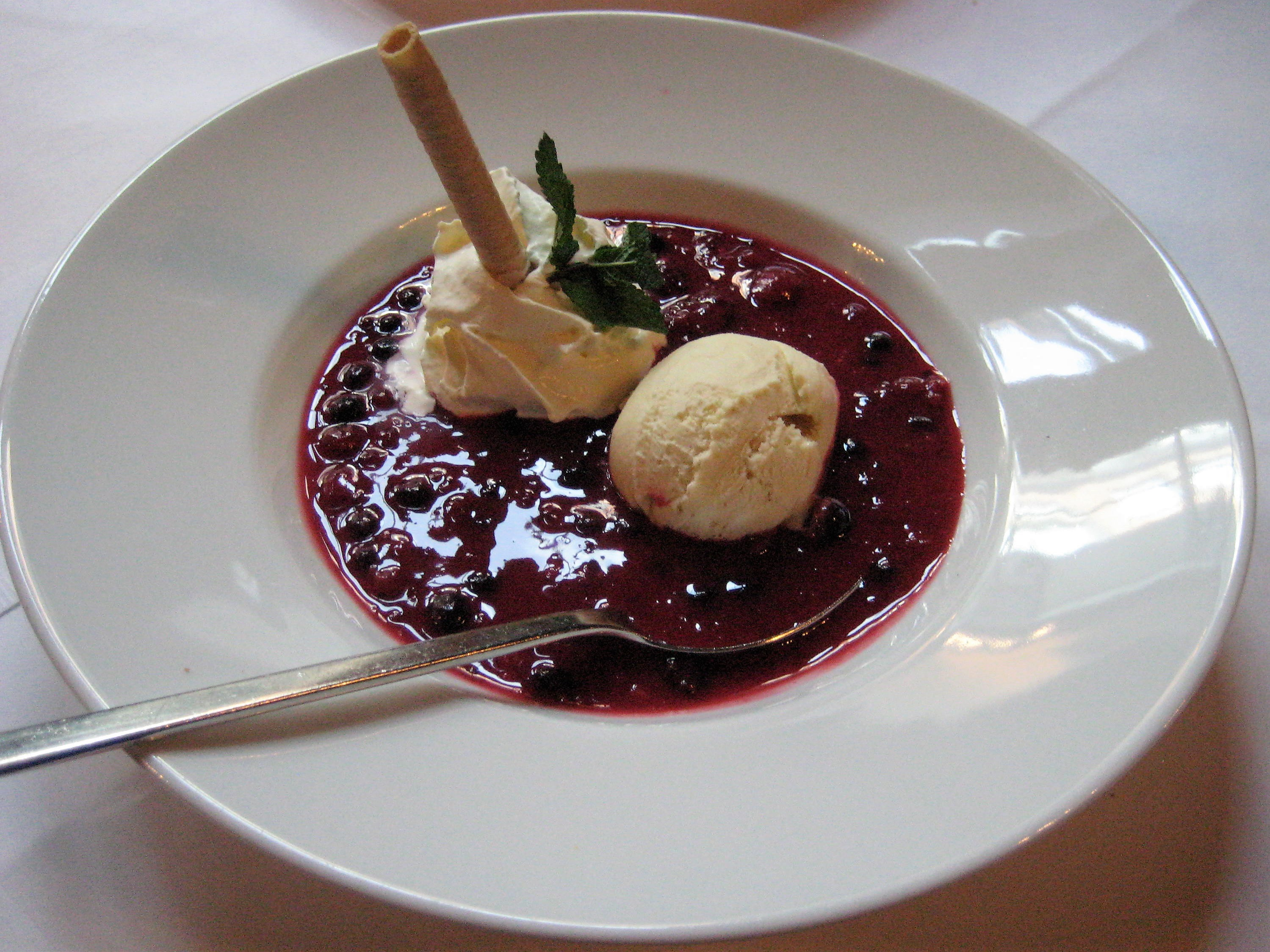
Rote Grütze con gelato alla vaniglia e panna montata

Nei supermercati tedeschi è diffusa la grüne Grütze, di colore verde e composta da uva spina, rabarbaro, kiwi e mele, mentre in Danimarca è noto il stikkelsbærgrød (una gelatina di uva spina). In Germania vengono anche preparate la blaue Grütze, a base di more, mirtilli, prugne, ribes neri e uva, e la gelbe Grütze, composta da pesche, uva spina gialla, banane, kiwi gialli o altri frutti del medesimo colore. In vari paesi dell'Europa orientale e in Russia viene cucinato un alimento simile alla  rote Grütze che prende il nome di kissel.